# Steeve Elana
Steeve Elana (Aubervilliers, 11 juli 1980) is een Frans voetbaldoelman. Hij verruilde in 2012 Stade Brestois voor Lille OSC.

## Clubcarrière
Elana trok in juli 2005 transfervrij naar Brest. Daarvoor speelde hij bij Marseille Endume, ASOA Valence en SM Caen. In zeven seizoenen keepte Elana 160 wedstrijden voor Brest. In juli 2012 tekende hij als transfervrije speler een driejarig contract bij Lille OSC. Hij begon aanvankelijk als tweede doelman, maar nadat Mickaël Landreau in december 2012 de club verliet na een conflict met coach Rudi Garcia, werd Elana eerste doelman. In zijn eerste seizoen bij Lille speelde hij 20 competitiewedstrijden.
1 Mannone ·
2 Mandi ·
4 Alexsandro ·
5 Gudmundsson ·
6 Bentaleb ·
7 Haraldsson ·
8 Angel Gomes ·
9 David ·
10 Cabella ·
11 Sahraoui ·
12 Meunier ·
13 Zedadka ·
14 Umtiti ·
16 Caillard ·
17 Mukau ·
18 Diakité ·
19 Fernandez-Pardo ·
20 Bakker ·
21 André  ·
22 Santos ·
23 Zhegrova ·
26 André Gomes ·
27 Bayo ·
28 Fernandes ·
29 Mbappé ·
30 Chevalier ·
31 Ismaily ·
32 Bouaddi ·
Coach: Génésio
· Assistent-coach: Bréchet